# Rise (альбом Skillet)
Rise (с англ. — «Восстание») — восьмой студийный альбом христианской рок-группы Skillet, который был издан 25 июня 2013 года. Rise — первый концептуальный альбом группы, хотя, по словам вокалиста и бас-гитариста Skillet Джона Купера и продюсера Говарда Бенсона, изначально не планировалось объединять его одной темой. Альбом рассказывает о типичных американских подростках и их проблемах, показанных с разных сторон. Расширенное издание альбома включает в себя три дополнительных бонус-трека и DVD-диск Awake & Live DVD.

## Запись и выпуск
21 июня 2011 года Джон Купер написал в своём твиттере, что группа впервые отрепетировала музыку для своего нового альбома и уже готовится к его записи. Однако запись альбома началась только в октябре 2012 и продлилась до января 2013 года. Продюсером альбома стал Говард Бенсон. 26 января 2013 года в своём интервью Beaumont TX Купер объявил, что группа решила назвать альбом Rise и что дата его выхода назначена на май 2013 года, однако позднее выход был перенесён на 25 июня.
9 апреля 2013 года был выпущен первый сингл альбома — «Sick of It», 16 апреля — второй — «American Noise», 14 мая — третий — «Rise», 11 июня — четвёртый — «Not Gonna Die». На все синглы, за исключением «Rise», были сняты видеоклипы.
По словам Говарда Бенсона, сначала альбом не хотели делать концептуальным. Купер также говорил, что обычно ему не нравятся концептуальные альбомы, так как в них акцент делается больше на объединение песен общей темой, чем на то, чтобы песни получились хорошими.

## Приём

### Реакция критиков
| Оценки критиков     | Оценки критиков |
| Источник            | Оценка          |
| ------------------- | --------------- |
| AllMusic            | [ 11 ]          |
| CCM Magazine        | [ 12 ]          |
| Cross Rhythms       | [ 13 ]          |
| Daily News          | [ 14 ]          |
| HM                  | [ 15 ]          |
| Indie Vision Music  | [ 16 ]          |
| Jesus Freak Hideout | ·               |
| Loudwire            | [ 19 ]          |
| Melodic             | [ 20 ]          |
| New Release Tuesday | ·               |
| USA Today           | [ 23 ]          |

Rise получил преимущественно позитивные отклики от музыкальных критиков. Мэтт Коннор из электронного журнала CCM Magazine выразил уверенность в том, что некоторые нововведения в этом альбоме могут не понравиться старым фанатам группы, однако он также отметил, что «Skillet не собираются почивать на лаврах». Мэри Никель с сайта New Release Tuesday сказала, что альбом «полностью оправдывает ожидания и обещает повысить планку качества в жанре рок-н-ролл на долгие годы вперёд». Кроме этого, другой рецензент сайта New Release Tuesday, Джонатан Франческо, поставил альбому максимальную оценку, написав: «Rise — главный альбом этого года, и он просто обречён на то, чтобы войти в историю». Джонатан также назвал музыку в альбоме «эпичной и незабываемой», а песни «классикой, в процессе развития». Роджер Гелвикс с сайта Jesus Freak Hideout написал, что Rise «одновременно расстраивает, захватывает и парализует». Ли Браун с сайта Indie Vision Music сказал, что даже несмотря на свой успех в мейнстриме, Skillet не боятся указать слушателю правильное направление. Майк Риммер из Cross Rhythms заявил: «Те, кто имеют уши, чтобы слышать, найдут на этом альбоме достаточно для того, чтобы изменить свои жизни». Рецензент журнала HM Magazine Сара Брэм писала, что «в целом Rise — достойный рок-альбом, который помогает группе восстановиться после заурядного Awake, однако он все же не может превзойти уникальное звучание ранних работ Skillet». Чад Бовар из Loudwire написал, что Rise намного лучше, чем предыдущий альбом Skillet, Awake, отметив, что песни Skillet стали более глубокими и разнообразными и перестали содержать нравоучения. По мнению Боварда, Rise сможет как понравиться старым фанатам Skillet, так и завоевать группе новых. Брайан Мэнсфилд из USA Today отметил, что «группа расширяет свои музыкальные границы получившим признание рассказом, который начинается в безвозвратно разрушенном мире». Тим Феррар из Music Is My Oxygen поставил Rise четыре с половиной звезды из пяти и сказал, что «это — просто потрясающая музыка», также он писал, что «Skillet часто спотыкались в последние годы, но с Rise они нашли новую опору». Ким Джонс с сайта About.com поставила альбому максимальную оценку, написав: «Skillet действительно возвысились над стандартами и над своим предыдущим альбомом», также она сказала, что «каждая песня в альбоме сама по себе шедевр». Йохан Виппссон с сайта Melodic.net выразил уверенность в том, что большинство фанатов положительно воспримут альбом.
Некоторые сайты дали Rise негативные или смешанные отзывы. Райан Бэрби с сайта Jesus Freak Hideout поставил альбому два с половиной бала из пяти, написав: «Skillet могут и лучше. В плане лирики альбом кажется недоделанным, а в плане музыки избыточным». Комментируя вокал Купера, Бэрби написал: «К сожалению, вокал Джона Купера говорит нам о том, что они (Skillet) больше не могут делать то, что делали раньше. Ощутимо, что пропал его мягкий, мелодичный и успокаивающий голос, который был так красноречиво отображён в альбомах Hey You, I Love Your Soul, Invincible и Alien Youth». Джим Фарбер из газеты Daily News дал альбому минимальный бал и сказал, что «Rise, как и предыдущие работы группы, извергает недифференцированные пятна заурядности».

### Продажи
Альбом занял 4 позицию в американском чарте Billboard 200 с более 60 000 проданных экземпляров за первую неделю продаж. Кроме этого, Rise также попал в музыкальные чарты Канады, Японии, Швейцарии и Германии.

## Список композиций
| №   | Название              | Длительность |
| --- | --------------------- | ------------ |
| 1.  | «Rise»                | 4:22         |
| 2.  | «Sick of It»          | 3:11         |
| 3.  | «Good to Be Alive»    | 4:59         |
| 4.  | «Not Gonna Die»       | 3:45         |
| 5.  | «Circus for a Psycho» | 4:31         |
| 6.  | «American Noise»      | 4:09         |
| 7.  | «Madness in Me»       | 4:17         |
| 8.  | «Salvation»           | 3:45         |
| 9.  | «Fire and Fury»       | 3:56         |
| 10. | «My Religion»         | 4:12         |
| 11. | «Hard to Find»        | 3:48         |
| 12. | «What I Believe»      | 3:19         |

| №   | Название                | Длительность |
| --- | ----------------------- | ------------ |
| 13. | «Battle Cry»            | 3:45         |
| 14. | «Everything Goes Black» | 4:26         |
| 15. | «Freakshow»             | 4:38         |

| №                   | Название               | Длительность |
| ------------------- | ---------------------- | ------------ |
| 1.                  | «Whispers in the Dark» |              |
| 2.                  | «Behind the Scenes 1»  |              |
| 3.                  | «Comatose»             |              |
| 4.                  | «Awake and Alive»      |              |
| 5.                  | «Those Nights»         |              |
| 6.                  | «Behind the Scenes 2»  |              |
| 7.                  | «Hero»                 |              |
| 8.                  | «The Last Night»       |              |
| 9.                  | «Lucy»                 |              |
| 10.                 | «Behind the Scenes 3»  |              |
| 11.                 | «Monster»              |              |
| 12.                 | «Rebirthing»           |              |
| 13.                 | «Making of Rise»       |              |
| Общая длительность: | Общая длительность:    | 114:27       |

## Чарты
| Чарт (2013)                      | Наивысшая позиция |
| -------------------------------- | ----------------- |
| Billboard 200                    | 4                 |
| Billboard Top Alternative Albums | 1                 |
| Billboard Top Rock Albums        | 1                 |
| Billboard Top Christian Albums   | 1                 |
| Billboard Top Hard Rock Albums   | 1                 |
| Billboard Digital Albums         | 4                 |
| Billboard Top Tastemaker Albums  | 7                 |
| Canadian Albums Chart            | 16                |
| Oricon Style                     | 83                |
| Schweizer Hitparade              | 60                |
| Media Control Charts             | 94                |

### Синглы и песни, попавшие в чарты
| 2013 | «Sick of It»     | 22 | 20 |    | 291 |
| 2013 | «Rise»           | 31 |    |    |     |
| 2013 | «Not Gonna Die»  | 28 | 13 | 13 |     |
| 2013 | «American Noise» |    | 34 |    |     |
| 2014 | «Fire And Fury»  |    | 47 |    |     |

## Участники записи
Skillet
- Джон Купер (John L. Cooper) — вокал, бас-гитара, акустическая гитара
- Кори Купер (Korey Cooper) — клавишные, бэк-вокал, ритм-гитара
- Джен Леджер (Jen Ledger) — ударные, вокал
- Сет Моррисон (Seth Morrison) — соло-гитара

Приглашённые музыканты
- Тэйт Олсен (Tate Olsen) — виолончель
- Джонатан Чу (Jonathan Chu) — скрипка